# TLC: Tables, Ladders & Chairs 2017
TLC: Tables, Ladders & Chairs 2017 è stata la nona edizione dell'omonimo evento in pay-per-view prodotto annualmente dalla WWE. L'evento, esclusivo del roster di Raw, si è svolto il 22 ottobre 2017 al Target Center di Minneapolis (Minnesota).
L'evento è ricordato maggiormente per il ritorno in azione di Kurt Angle dopo undici anni in WWE (il suo ultimo match risaliva all'agosto del 2006) e per le numerose sostituzioni in corsa avvenute a causa di un'epidemia di meningite scoppiata nello spogliatoio di Raw: Angle, infatti, prese il posto di Roman Reigns, e AJ Styles fece altrettanto sostituendo l'indisponibile Bray Wyatt per il suo match contro Finn Bálor. Inoltre, a differenza delle altre edizioni di TLC, svoltesi solitamente nel mese di dicembre, questa si è invece svolta ad ottobre.

## Storyline
Nella puntata di Raw dell'11 settembre il General Manager Kurt Angle ha annunciato di aver messo sotto contratto Asuka, la quale entrerà a far parte del roster di Raw. Durante il Kick-off di No Mercy, è stato annunciato che Asuka farà il suo debutto nel roster principale a TLC: Tables, Ladders & Chairs. Nella puntata di Raw del 9 ottobre Emma ha sconfitto Alicia Fox, Bayley, Dana Brooke e Sasha Banks in un Fatal 5-Way Elimination match con in palio la possibilità di affrontare Asuka a TLC.
Nella puntata di Raw del 2 ottobre Mickie James ha sconfitto Nia Jax per squalifica a causa dell'intervento della Raw Women's Champion Alexa Bliss. In seguito, Mickie ha chiesto e ottenuto un match titolato per TLC: Tables, Ladders & Chairs contro Alexa Bliss dal General Manager Kurt Angle.
Il 24 settembre, a No Mercy, Enzo Amore ha sconfitto Neville per mezzo di una scorrettezza, conquistando così il Cruiserweight Championship. Nella successiva puntata di Raw del 25 settembre, Amore ha chiesto al General Manager Kurt Angle una clausola per impedire agli altri pesi leggeri di ottenere un match titolato contro di lui qualora lo avessero attaccato; quella stessa sera Enzo è stato brutalmente attaccato dagli altri pesi leggeri. Nella puntata di Raw del 2 ottobre Kalisto ha fatto il suo debutto nella divisione dei pesi leggeri attaccando lo stesso Amore. Nella puntata di Raw del 9 ottobre il match tra Enzo e Kalisto, che si sarebbe dovuto svolgere a TLC, è stato invece spostato nel main event della stessa serata (per volere dello stesso Enzo); tale match è stato un Lumberjack match, che Kalisto ha vinto conquistando così il Cruiserweight Championship. La sera successiva, a 205 Live, Enzo ha chiesto e ottenuto un rematch titolato contro Kalisto per TLC.
A SummerSlam, Finn Bálor (in versione "Demon King") ha sconfitto Bray Wyatt. Nella puntata di Raw dell'11 settembre Wyatt è intervenuto eliminando Bálor da una Battle Royal per determinare il contendente nº1 all'Intercontinental Championship di The Miz. In seguito, Wyatt ha sfidato Bálor in un match a No Mercy nella sua versione normale. A No Mercy, Bálor ha sconfitto nuovamente Wyatt. Questo ha portato Bálor a sfidare nuovamente Wyatt per TLC, e questa volta l'incontro tra i due avverrà tra le due loro controparti: The Demon per Bálor e Sister Abigail per Wyatt. Il 20 ottobre, tuttavia, è stato annunciato che Wyatt non era in condizioni di affrontare Bálor a causa di una meningite; il suo posto, di conseguenza, verrà preso da AJ Styles (membro del roster di SmackDown).
Nella puntata di Raw del 16 ottobre Sasha Banks ha sconfitto Alicia Fox; nel post match, la Fox ha brutalmente attaccato Sasha nel backstage. Questo ha sancito un match tra le due per il Kick-off di TLC.
Nella puntata di 205 Live del 12 settembre Gentleman Jack Gallagher è intervenuto nel match tra The Brian Kendrick e Cedric Alexander attaccando quest'ultimo (dandogli la vittoria per squalifica su Kendrick) ed effettuando un turn heel; successivamente, Gallagher ha stretto la mano a Kendrick. Nella puntata di 205 Live del 19 settembre Gallagher ha nuovamente attaccato Cedric Alexander assieme a The Brian Kendrick al termine del match tra lo stesso Kendrick e Alexander (vinto da quest'ultimo). Nella puntata di 205 Live del 3 ottobre Gallagher ha sconfitto Cedric Alexander per squalifica dopo essere stato colpito da Alexander con il suo stesso ombrello. Nella puntata di Raw del 9 ottobre Gallagher e The Brian Kendrick hanno sconfitto Cedric Alexander e Mustafa Ali. Nella puntata di Raw del 16 ottobre Cedric ha sconfitto Jack Gallagher e, successivamente, è stato annunciato che Alexander e Rich Swann affronteranno a TLC Gallagher e Kendrick.
Nella puntata di Raw del 2 ottobre Cesaro e Sheamus hanno attaccato Dean Ambrose e Seth Rollins, dopo che questi due erano stati attaccati da Braun Strowman; più tardi, quella sera, Cesaro e Sheamus sono intervenuti nel match valevole per l'Intercontinental Championship tra il campione The Miz e Roman Reigns, facendo terminare l'incontro con la vittoria per squalifica di Reigns (ma senza il cambio di titolo) e colpendo in seguito lo stesso Reigns con una Triple powerbomb assieme a The Miz per prendere in giro lo Shield (la stable formata in passato da Ambrose, Reigns e Rollins). Nella puntata di Raw del 9 ottobre lo Shield si è riunito per attaccare The Miz, Cesaro, Sheamus e Curtis Axel; i tre hanno colpito The Miz con una Triple powerbomb. Più tardi, quella sera, lo Shield è intervenuto per salvare Matt Hardy al termine del suo match perso contro Braun Strowman, colpendo anche quest'ultimo con una Triple powerbomb sul tavolo del commentatori. A seguito di ciò, The Miz ha chiesto al General Manager che Strowman prendesse parte all'incontro organizzato per TLC, trasformandolo in un 4-on-3 Handicap Tables, Ladders and Chairs match. Nella puntata di Raw del 16 ottobre Reigns è stato sconfitto da Braun Strowman in uno Steel Cage match a causa del rientrante Kane, il quale ha attaccato ripetutamente Reigns con delle Chokeslam e una Tombstone Piledriver favorendo così la vittoria finale di Strowman. Questo ha fatto sì che l'incontro di TLC divenisse un 5-on-3 Handicap match con l'aggiunta di Kane. Il 20 ottobre è stato annunciato che Reigns non era in condizioni per partecipare all'incontro (a causa di una meningite) e il suo posto è stato preso da Kurt Angle, il quale è tornato dopo undici anni sul ring della WWE.

## Risultati
| #       | Incontri                                                                                                | Stipulazioni                                            | Durata |
| ------- | --- | ------------------------------------------------------- | ------ |
| Kickoff | Sasha Banks ha sconfitto Alicia Fox per sottomissione                                                   | Single match                                            | 11:00  |
| 1       | Asuka ha sconfitto Emma per sottomissione                                                               | Single match                                            | 09:25  |
| 2       | Cedric Alexander e Rich Swann hanno sconfitto Brian Kendrick e Jack Gallagher                           | Tag team match                                          | 08:00  |
| 3       | Alexa Bliss (c) ha sconfitto Mickie James                                                               | Single match per il WWE Raw Women's Championship        | 11:25  |
| 4       | Enzo Amore ha sconfitto Kalisto (c)                                                                     | Single match per il WWE Cruiserweight Championship      | 08:45  |
| 5       | Finn Bálor ha sconfitto AJ Styles                                                                       | Single match                                            | 18:20  |
| 6       | Jason Jordan ha sconfitto Elias                                                                         | Single match                                            | 08:50  |
| 7       | Dean Ambrose, Kurt Angle e Seth Rollins hanno sconfitto Braun Strowman, Cesaro, Kane, The Miz e Sheamus | Five-on-three handicap tables, ladders and chairs match | 35:25  |